# أليخاندرو بيريس (ملاكم)
أليخاندرو بيريس (بالإنجليزية: Alejandro Pérez)‏ مواليد 3 مايو 1986 في ساليناس، هو ملاكم محترف أمريكي يصنف ضمن فئة وزن الريشة.

## إحصائيات
خاض خلال مسيرته 17 نزالا، فاز في 14 وتعادل في 1 وخسر في 2. فاز بالضربة القاضية في 9 نزالات.

## روابط خارجية
- أليخاندرو بيريس على موقع بوكس ريك (الإنجليزية) (registration required)